# 朝比奈泰澄
朝比奈 泰澄（あさひな やすずみ、天正7年（1579年） - 元和3年（1617年））は、安土桃山時代から江戸時代前期にかけての武士。通称は与兵衛。

## 経歴・人物
朝比奈泰栄の子。慶長5年（1600年）に北条氏盛が河内狭山藩主となると父・泰栄と共に執政を務めた。また居住した嬉村では恵み深い政治で村民から慕われた。